# Janolus mucloc
Janolus mucloc är en snäckart som först beskrevs av Er. Marcus 1958.  Janolus mucloc ingår i släktet Janolus och familjen Janolidae. Inga underarter finns listade i Catalogue of Life.